# Харальд Маддадссон
Харальд Маддадссон (древнескандинав.: Haraldr Maddaðarson, сренеирл.: Aralt mac Mataid); ок. 1134—1206) — ярл Оркнейских островов и мормэр Кейтнесса (1139—1206). Сын Мадада, мормэра Атолла, и Маргарет, дочери Хакона Паулссона, ярла Оркнейских островов.
Крупный феодал Северной Шотландии, он играл видную роль в шотландской политике XII века. По отцовской линии Харальд являлся правнуком шотландского короля Дункана I. «Сага об оркнейцах» называет его одним из трёх наиболее могущественных графов Оркни вместе с Сигурдом Эстейнссоном (ок. 875 — ок. 892) и Торфинном Сигурдссоном (1025—1064).

## Предыстория
В начале XII века, несмотря на ослабление графства Оркнейского после смерти ярла Торфинна Сигурдссона, ярлы Оркни продолжали контролировать Оркнейские и Шетландские острова, область Кейтнесс, а также доминировали в Сазерленде и части Внешних Гебридских островов. Шотландский король Давид I (1124—1153) проявлял большой интерес к владениям оркнейских ярлов. В 1130 году правители Морея Ангус и Малькольм подняли восстание против королевской власти, которое было подавлено. Область Морей была включена в состав королевского домена. Король Шотландии Давид I назначил новым наместником в Морее своего племянника Уильяма Фиц-Дункана (ум. 1147). Вскоре после этого Мормэр Атолла Матад женился на Маргарет, дочери оркнейского ярла Хакона Паулссона (1105—1123).

## Биография
В 1136 году ярлом Оркнейских островов стал Рёгнвальд Кали Кольссон (1136—1158), получивший назначения еще от короля Норвегии Сигурда Крестоносца. Рёгнвальд должен был разделить власть на островах со своим троюродным братом Палем Хаконссоном (1123—1137). Но Паул отказался добровольно разделить владения с Рёгнвальдом. Между ними началась война. Вначале Паль Хаконссон смог отразить Рёгнвальда, но затем был схвачен и отправлен в Шотландию, где, вероятно, его казнили. В 1139 году соправителем Рёгнвальда Кольссона стал пятилетний Харальд Маддадссон, сын мормэра Атолла Матада, пользовавшийся поддержкой шотландского короля Давида I. Фактическим правителем Оркнейских островов стал Рёнгвальд Кольссон, ставший опекуном малолетнего Харальда Маддадссона.
В 1150/1151 году оркнейские ярлы Харальд Маддадссон и Рёгнвальд Кольссон совершили поездку в Норвегию, где, вероятно, встретились с королём Инги I Харальдссоном (1136—1161).
В 1153 году ярл Рёгнвальд Кольссон совершил путешествие в Константинополь, которое длилось около двух лет. В это время норвежский король Эйстейн Харальдссон, старший брат Инги, совершил морскую экспедицию на Оркнейские острова. Около города Турсо в Кейтнессе Эйстейн столкнулся с Харальдом Маддадссоном и захватил его в плен. Только после внесения за себя выкупа золотом ярл Харальд был освобожден, дав клятву в верности королю Эйстейну.
Во время отсутствия ярла Рёгнвальда Кольссона о своих претензиях на власть на Оркнейских островах заявил Эрленд Харальдссон, сын прежнего ярла Харальда Пальссона и двоюродный брат Харальда Маддадссона. В 1151 году он получил от короля Шотландии Давида во владение половину Кейтнесса, но ярл Харальд Маддадссон отказался уступить ему часть графства Оркни. Тогда Эрленд Харальдссон отправился в Норвегию, где король Эйстейн II утвердил за ним часть островов. В конце 1154 года из паломничества вернулся оркнейский ярл Рёгнвальд Кольссон, который, согласно «Саге об оркнейцах», начал борьбу с новым ярлом Эрлендом Харальдссоном. В декабре 1154 года Эрленд был убит по приказу Рёгнвальда на острове Дамсей.
В 1158 году Рёгнвальд Кольссон был убит на севере Шотландии в Кейтнессе. После смерти своего соправителя Харальд Маддадссон стал единовластным правителем Оркнейских островов.
После смерти Рёгнвальда Кольссона оркнейский ярл Харальд Маддадссон стал проводить политику, направленную против королей Шотландии Малькольм IV и Вильгельма I Льва, поддерживая их врагов. После подавления ряда феодальных восстаний Вильгельм Лев начал борьбу против ярла. В 1191 году Вильгельм Лев пожаловал графство Кейтнесс Харальду Эйрикссону Молодому, внуку по материнской линии оркнейского ярла Рёнгвальда Кольссона. Харальд Эйрикссон, пользовавшийся поддержкой короля Вильгельма Льва, стал соправителем Харальда Маддадссона. В 1196 году ярл Оркнейский согласился выплачивать шотландскому королю дань за право владения Кейтнессом. В 1198 году по приказу последнего Харальд Эйрикссон был убит.
«Сага об оркнейцах» сообщает, что король Шотландии Вильгельм призывал Рагнальда Гудрёдссона, короля Мэна (1187—1226), выступить против оркнейского ярла. Мать Харальда была младшей дочерью ярла Хакона Паулссона, а его старшая дочь вышла замуж за короля Мэна Олафа Гудрёдссона (1112—1153), деда Рагнальда.
В 1201 году ярл Харальд Маддадссон отвоевал у шотландцев область Кейтнесс. По приказу Харальда был схвачен и казнен епископ Джон Кейтнесский в Скрабстере. Епископ Джон Кейтнесский враждовал с ярлом Харальдом Маддадссоном и епископом Оркнейским Бьярни Кольбейнссона из-за сбора пенсов Святого Петра в пользу папы римского.
В ответ на убийство епископа Кейтнесского король Шотландии Вильгельм I Лев во главе большой армии в 1201—1202 годах предпринял поход на север. Из-за значительного численного преимущества шотландцев ярл Харальд Маддадссон вынужден был капитулировать без боя и согласился платить ежегодную дань с Кейтнесс в пользу шотландской короны. В это время шотландцы взяли в плен Торфинна Харальдссона, старшего сына оркнейского ярла Харальда. Он был ослеплен, кастрирован и вскоре скончался в заключении.
В 1193 году ярл Харальд Маддадссон организовал на Оркнейских и Шетландских островах мятеж против власти норвежского короля Сверрира Сигурдссона, известный под названием "Восстание Йоскьеггов («Бородатых Островитян»). Возглавили восстание Олав (зять ярла Харальда) и Халлкьелль Йонссон, зять ярла Эрлинга Кривого. Они объявили претендентом на королевский престол Сигурда Магнуссона. От имени Сигурда Магнуссона повстанцы выступили против короля Сверрира Сигурдссона. Сигурд Магнуссон был сыном бывшего короля Магнуса V Эрлингссону и претендовал на норвежский королевский престол. Мятежники собрали флот на островах и предприняли поход на Норвегию. В апреле 1194 года в битве при Флорвоге, к северу от Бергена, король Сверрир одержал решающую победу над островитянами. В сражении погибли претендент Сигурд Магнуссон, Халлкьелль Йонссон и Олав (зять ярла) вместе с большинством своих воинов. Сверрир Сигурдссон считал, что ярл Харальд Маддадссон участвовал в подготовке и организации мятежа. Король стал готовить карательный поход на Шетландские и Оркнейские острова. Узнав о готовящемся вторжении, ярл Харальд Маддадссон и епископ Бьярни Кольбейнссон с делегацией в 1195 году отправились в Норвегию. На съезде в Бергене король Норвегии и оркнейский ярл примирились, но Сверрир Сигурдссон отобрал у Харальда Шетландские острова. которые перешли под прямое управление королевской власти.
В 1206 году оркнейский ярл Харальд Маддадссон скончался, он правил 65 лет и прожил около 72 лет.

## Семья и дети
Харальд Маддадссон был дважды женат. Его первой женой стала Аффрика, дочь лорда Фергуса Галлоуэя (ум. 1161). Супруги имели четырех детей: Хейнрик (ум. 1214), Хакон, Елена и Маргарита.
Согласно «Саге об оркнейцах», второй женой ярла Харальда стала Хварфлод (по другим данным — Гормлет), дочь мормэра Морея Малькольма, на которой он женился около 1168 года. У них было шесть детей: Торфинн (ум. 1202), Давид (ум. 1214), Джон (ум. 1231), Гуннихильд, Херборга и Ланглиф. Отцом Хварфлод считается Малькольм мак Аэд, наследник мормэров Морея. Она была матерью Торфинна, старшего сына Харальда Маддадссона, который мог претендовать на шотландский трон.
В 1206 году после смерти Харальда Маддадссона ему наследовали два сына: Давид Харальдссон (ум. 1214) и Джон Харальдссон (ум. 1231). Они стали совместно править Оркнейскими островами. Их сводный брат Хейнрик (ум. 1214) получил во владение графство Росс.